# Mont York
Le mont York est une montagne des montagnes Bleues, dans la Cordillère australienne.
Elle est située à environ 150 km à l'ouest de Sydney près de Mount Victoria en Nouvelle-Galles du Sud. Elle s'élève à 1 061 m d'altitude.

## Géographie
Le mont York est principalement boisé d'eucalyptus. Plusieurs petits ruisseaux qui se jettent dans la Coxs River coulent sur son versant. Plusieurs sentiers de randonnée dans la brousse s'y trouvent, notamment Berghofers Pass, Lockyers Road et Coxs Road. Les voies partent du mont York et descendent dans la vallée en contrebas, ou dans le cas de Berghofers, en direction de Little Hartley, à l'ouest de Mount Victoria. Au sommet du plateau, du sommet, près des belvédères, se trouvent deux anciens puits. Des vestiges des premiers établissements comme des murs sont encore visibles sur les pistes. De nombreuses termitières peuvent être vues le long de la route. La montagne s'élève environ deux à trois cents mètres au-dessus de la vallée de Hartley.

## Histoire
Le mont York se trouve sur les terres traditionnelles du peuple Darug, très poche de la limite orientale des terres traditionnelles du peuple Wiradjuri.
Le mont York est le point d'où Gregory Blaxland, William Lawson et William Wentworth ont vu pour la première fois la vallée de Hartley et « l'ouest » lors de leur traversée des Montagnes Bleues en 1813,.
Le mont York a été le site de diverses tentatives de construction d'un passage vers les plaines à l'ouest des montagnes Bleues. Le premier était Coxs Road, construit en 1813. Le suivant était Lockyers Road, qui a commencé peu de temps après Coxs Road, mais qui n'a jamais été terminé. Un autre encore était Lawsons Long Alley, qui était un peu à l'est de Lockyers Road. Ces routes ont toutes finalement été abandonnées, mais ces dernières années, elles ont été transformées en pistes polyvalentes par le Department of Lands de la Nouvelle-Galles du Sud et le conseil municipal de Blue Mountains. Toujours visible, le col de Berghofers a été transformé en piste de randonnée.